# 河東均
河東均（： Ha Dong-kyun，1980年6月28日—），韓國歌手及團體Wanted主唱。

## 生平
河東均畢業於首爾面中小學、野塔國中、韓率高中，以及青雲大學放送音樂科。2002年3月與全相煥、李正、徐在浩和 Y.J 一起組成團體「7Dayz」。之後又於2004年5月與金在石、全相煥和徐在浩組成團體「Wanted」，同時也開始個人活動。
2004年車禍受傷，Wanted成員徐在浩也因而身亡。2008年4月到2009年4月擔任《Radio Days，我是河東均》廣播節目 DJ。2009年5月7日以公益勤務要員入伍，2011年退伍。
河東均，曾擔任IU練習生時期的唱歌老師。

## 韓國音樂著作權協會
| 姓名   | 登記名字 | 登記編號 | 參與歌曲列表 |
| ------ | -------- | -------- | ------------ |
| 河東均 | 하동균   | W0791300 | [ 8 ]        |

## 著名歌曲
- 牢騷（넋두리）
- 請愛她（그녀를 사랑해줘요）
- 蝴蝶（나비야）
- 無論下雨或下雪（비가 오나 눈이 오나）
- 淚的聲音（눈물소리）
- After The Love [9]
- 心的一角（가슴 한쪽）
- From Mark
- 看來不錯（좋아보여）
- Run
- 現在，還有我們（지금 그리고 우린）

## 學歷
- 首爾面中國小
- 野塔國中
- 韓率高中
- 清雲大學放送音樂科
- 慶熙大學研究所

## 音樂

### 團體活動
- 2002年 03月 12日 7Dayz 1輯《7Dayz》
- 2004年 06月 04日 Wanted 1輯《Like The First》
- 2007年 07月 05日 Wanted 2輯《7Dayz & Wanted》
- 2012年 01月 09日 Wanted 3輯《Vintage》

### 個人活動
- 2004年 07月 28日 韓劇《九尾狐外傳》OST
- 2006年 06月 09日 先行單曲《DQ From Wanted》發行
- 2006年 06月 27日 首張個人專輯《Alone》
- 2006年 08月 11日 參與 Digital Stars Album《華納音樂& WS 娛樂的夏天 POP》
- 2006年 09月 19日 韓劇《無敵情報員》OST
- 2007年 02月 23日 韓劇《為愛瘋狂》OST
- 2008年 02月 12日 第二張個人專輯《Another Corner》
- 2008年 05月 06日 韓劇《愛在青瓦臺》OST
- 2008年 06月 10日 數位單曲《無論下雨或下雪》
- 2008年 09月 19日 數位單曲《眼淚聲音》
- 2008年 10月 30日 韓國電影《悲夢》OST
- 2011年 03月 25日 韓劇《一閃一閃亮晶晶》OST
- 2012年 02月 09日 韓劇《拜託機長》OST
- 2012年 12月 17日 EP《Mark》 [10]
- 2013年 09月 02日 韓劇《Good Doctor善良醫生》OST - 看來不錯（좋아보여）
- 2014年 10月 14日 迷你專輯《Word》 [11]
- 2015年 05月 29日 數位單曲《Beautiful Day》（河東均x李正）
- 2016年 07月 06日 韓劇《Wanted》OST - 你對我而言（나는 너에게）
- 2017年 03月 08日 數位單曲《沒錯，那曾是愛》（河東均x Gilgu Bonggu）
- 2017年 05月 11日 迷你專輯《Polygon》 [12]
- 2018年 02月 15日 韓劇《Mother》OST - 一起走吧（같이 가자）
- 2018年 07月 23日, 韓劇《Life》 OST Part 1 - <Home>
- 2018年 10月 08日，韓劇《壞爸爸》 OST Part 1 - <Don`t Remember>
- 2020年 11月 30日，韓劇《晝與夜》 OST

## 參演節目
- 2014年－ETN，《Mu Talk》河東均篇
- 2015年－MBC， 我是歌手 第三季 [13]
- 2017年－JTBC，MIXNINE，歌唱导师
- 2017年－KBS，柳熙烈的寫生簿，E364 E379 [14]
- 2018年－Mnet，看見你的聲音 第五季，E10
- 2018年 - KBS2，歡樂在一起，6月7日及6月21日之「護國報勛之月特輯：唱我的歌吧(14)：軍統領特輯」
- 2019年－Mnet，The Call 第二季，E3
- 2019年－MBC，全知干預視角 ，E71-74

## 註記
1. ↑  . Naver.   [2018-07-31]. （原始内容存档于2016-03-04） （韩语）.
2. ↑  . 다음검색.   [2018-07-31] （韩语）.
3. ↑  . soompi.   [2018-04-06]. （原始内容存档于2018-04-08）.
4. ↑  . allkpop.   [2018-04-06]. （原始内容存档于2018-04-06）.
5. ↑  . yahoo.   [2018-04-06]. （原始内容存档于2018-04-06）.
6. ↑  . soompi.   [2018-04-06]. （原始内容存档于2018-04-07）.
7. ↑  . allkpop.   [2018-04-06]. （原始内容存档于2018-04-06）.
8. ↑  . soompi.   [2018-04-06]. （原始内容存档于2018-04-08）.
9. ↑  . allkpop.   [2018-04-06]. （原始内容存档于2018-04-06）.
10. ↑  . allkpop.   [2018-04-06]. （原始内容存档于2018-04-06）.
11. ↑  . yahoo.   [2018-04-06]. （原始内容存档于2018-04-06）.
12. ↑  . allkpop.   [2018-04-06]. （原始内容存档于2018-04-06）.
13. ↑  . allkpop.   [2018-04-06]. （原始内容存档于2018-04-06）.